# Bojan Počkar
Bojan Počkar, slovenski alpinist, * 17. marec 1963, † 4. oktober 1996 zahodno pobočje gore Kabru, Himalaja.
Počkar je diplomiral in leta 1992 še magistriral iz gozdarstva na Biotehniški fakulteti v Ljubljani. S plezanjem se je začel ukvarjati ob začetku študija v Ljubljani, leta 1982. Preplezal je več prvenstvenih smeri v Andih, Centralnih Alpah in Himalaji. Leta 1996 sta se s soplezalcem Žigo Petričem udeležila odprave, v okviru katere sta vnovič poskušala osvojiti vrh Kumbakarna. 4. oktobra sta odšla na aklimatizacijsko turo proti vrhu Kabru (nasproti Kumbakarne) in po več dneh sneženja izginila v pobočju. Ekipa je zaključila iskanje in pospravila tabor 17. oktobra.